# Всадники Германской Восточной Африки
«Всадники из Германской Восточной Африки» (нем. Die Reiter von Deutsch-Ostafrika) — немецкий художественный фильм 1934 года режиссёра Герберта Зельпина.

## Сюжет
Живущий в Германской Восточной Африке фермер Хельхофф (Зепп Рист) в начале Первой мировой войны вступает в немецкое ополчение, а его жена Герда вместе с молодым волонтёром Кликсом ухаживает за плантацией. В 1916 г. плантацию занимает британское подразделение, командир которого майор Крессвелл — давний друг Хельхоффа по довоенному периоду. Он пытается защитить Герду, хотя и догадывается, что она тайно поддерживает связь со своим мужем, скрывающимся в чаще вместе с другими ополченцами. Однако, как британский военный, он принимает все меры, чтобы вынудить ополченцев сдаться, и с этой целью захватывает все источники воды. Когда Герда и Кликс пытается передать воду партизанам, её арестовывают, а Кликса убивают, однако перед смертью тот успевает передать несколько фляжек. Хельхофф и его ополченцы освобождают Герду, захватывают лошадей и воду. Прежде чем соединиться с частями Леттов-Форбека, они приходят отдать честь на могилу Кликса, где Хельхофф клянётся вернуться, рано или поздно (намёк на утрату немцами немецких колоний в Африке).

## Актёры
- Зепп Рист: фермер Петер Хельхофф
- Ильзе Штобрава: Герда Хельхофф
- Людвиг Гернер: ассистент Хельхоффа, Лоссов
- Рудольф Кликс: волонтёр Вильм Кликс
- Петер Фосс: Роберт Крессвелл, фермер, затем британский офицер
- Георг Шнелль: полковник Блэк
- Артур Райнхардт: Чарльз Рэллис
- Эмине Цера Цинзер: служанка Милини
- Луис Броди: Хамисси, слуга Хельхоффа
- Баюме Мохамед Хусен: Мустафа
- Грегор Котто: Зелемани
- Вивигенц Айкштедт: британский офицер
- Эрнст Рюкерт

- Фильм создан по роману Марии Луизы Дрооп. Съёмки проводились в песчаных дюнах Мариенхёэ близ Берлина (нем.).
- Мелодия Герберта Виндта из данного фильма часто использовалась в военное время в киножурнале Die deutsche Wochenschau, где она, как правило, сопровождала картины «ужасов и разрушений большевизма».
- Актёр Баюме Мохамед Хусен был в 1941 году помещён в концлагерь по обвинению в половой связи с арийской женщиной, где и умер в 1944 году.